# العلاقات الفوجيانية التايوانية

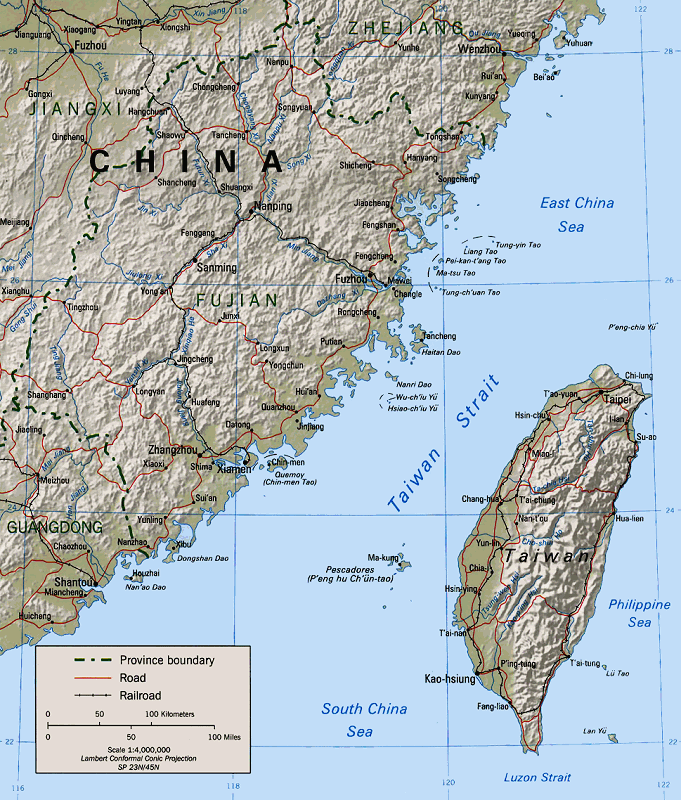
الجانب الشمالي الغربي من تايوان هو فوجيان حيث يفصل بينهما مضيق تايوان.

يُشير مصطلح العلاقات بين فوجيان وتايوان، أو العلاقات المينية التايوانية، إلى العلاقات التي تربط بين فوجيان، الواقعة في بر الصين الرئيسي، وتايوان الواقعة على مضيق تايوان. إن فوجيان وتايوان متاخمتان لبعضهما حدوديًا، فلا يزيد متوسط عرض مضيق تايوان عن 180 كيلومتر، وتتشابهان مع بعضهما من ناحية المناخ والبيئة. تغيرت العلاقات بين فوجيان وتايوان تزامنًا مع تطور أحداث وتاريخ المنطقة، ومع ذلك، احتفظتا بعلاقات وثيقة مع بعضهما فيما يخص الموظفين والاقتصاد والجيش والثقافة ونواحٍ أخرى. حاليًا، يعود نسب أغلب مواطني تايوان إلى مهاجرين من بر الصين الرئيسي، وهو المكان الذي تعيش فيه أغلبية من جماعة الفوجيانيين الجنوبيين الإثنية، وهي الجماعة التي تشكّل 73.5% من تعداد سكان تايوان. في مجالات الثقافة واللغة والديانة والتقاليد، تتشارك فوجيان وتايوان العديد من السمات المتشابهة.[بحاجة لمصدر أفضل]
في المقابل، بعدما نُقلت حكومة جمهورية الصين إلى تايوان عام 1949، أُسست عدة منظمات إذاعية مثل صوت الصين الحرة وراديو تايوان الدولي لبث محتواها في بر الصين الرئيسي. لم يتوقف بثّ محطات الراديو الطليعية في تايوان، وكذلك حملات البروباغندا العابرة للمضيق الفاصل بين تايوان وبر الصين الرئيسي، بشكل رسمي حتى عام 1990. أقامت جمهورية الصين الشعبية منصات إطلاق صواريخ ووجهتها نحو الساحل الجنوبي الشرقي للهجوم على تايوان في أي لحظة، وأطلق صواريخ اختبار قبالة ساحل تايوان قبل الانتخابات الرئاسية في جمهورية الصين الشعبية بين عامي 1995 و1996. وفقًا للأحصائيات غير الكاملة، تبيّن أن الشرطة العسكرية في جمهورية الصين حاصرت واعتقلت 233 سفينة صيد من بر الصين الرئيسي و3160 صيادًا على الجانب الصيني من مضيق تايوان بين عامي 1989 و2013، وخنقت أو أغرقت 46 شخصًا من بر الصين الرئيسي، من بينهم 25 صيادًا فوجيانيًا خلال حادثة مأساوية جدًا تُدعى حادثة مين بينغ يو رقم 5540. أعلنت حكومة جمهورية الصين عن أسفها لهذه الحادثة، لكنها لم تحمّل أحدًا مسؤولية هذه الحادثة.

## تاريخ

### قبل الحرب الصينية اليابانية
قبل مجيء سلالة تانغ، ارتحل عدد قليل من الناس إلى تايوان من بر الصين الرئيسي. انخرط هؤلاء في النشاطات الزراعية أو التجارة مع السكان المحليين. غالبًا ما كانوا يرتحلون في الربيع ويعودون في الخريف خلال فترة الإمبراطور شوانزونغ من سلالة تانغ. هناك شخص يُدعى لين يان من دونغشي، وهو فوجياني استوطن في تايوان وعمل في التجارة. خلال فترة سلالتي سونغ ويوان، لم يملك سكان تايوان الأصليون كمية كافية من فلذات الحديد، فحصلوا على الحديد من طرف التجار القادمين من بر الصين الرئيسي سعيًا للحصول على الطعام.
خلال فترة فورموسا الهولندية، جُند عدد كبير من شعب هوكلو للقيام بأعمال الزراعة والحراثة، ثم استوطن هؤلاء هناك. وفقًا لعلم الأنساب، وُثّق وجود سلالتين صينيتين في تايوان، وهما آل يان من آنهاي وآل غو من دونغشي، وكلاهما استقرا في تايوان. في عام 1661، أسس الإمبراطور جينغ تشنغونغ إقليم تشنغتيان في تايوان بعدما هزم شركة الهند الشرقية الهولندية أثناء حصار حصن زيلانديا.
في عام 1683، أرسل الإمبراطور كانغ شي الأميرال شي لانغ لمهاجمة تايوان. بعد معركة بنغهو، استسلم جينغ كشوانغ، حفيد جينغ تشنغونغ، فاجتاح الجيش الصيني تايوان. في العام التالي، أُسس إقليم هناك ليصبح الإقليم التاسع في مقاطعة فوجيان. بعد فترة قصيرة، سُمح لحاكم فوجيان باستبدال المسؤولين الفوجيانيين والتايوانيين. وهكذا، أصبح نسب الكثير من المسؤولين في تايوان يعود لأصول فوجيانية.
في منتصف فترة سلالة تشينغ، جاء عدد كبير من المهاجرين إلى تايوان، وبرزت عدة صراعات بين المجموعات الإثنية المختلفة. فعلى سبيل المثال، اندلعت أعمال عنف وقتال فوجيانية صينية بين سكان فوجي من الهوكلو والهاكا وسكان مدينة شاوزو في غوانغدونغ، وكذلك بين سكان تشوانجو وجانغجو. خلال تلك الفترة، برز تعاون بين مجموعات إثنية مختلفة في تايوان. ففي عام 1796 مثلًا، كسب وو شا مساعدة من شعوب جانغجو وتشوانجو والهاكا عندما دخل مقاطعة ييلان التايوانية.
خلال الحرب الصينية الفرنسية عام 1884، دخلت السفن الحربية الصينية مياه تايوان وألحقت أضرارًا بالمقاطعات الساحلية. في عام 1885 (العام الحادي عشر من حكم الإمبراطور غوانغشو)، أسس البلاط الإمبراطوري مقاطعة فوجيانية تايوانية ردًا على الأزمة الحدودية وسعيًا للدفاع عن البلاد ضد الغزو الأجنبي. كانت تلك المقاطعة مسؤولة عن حكم تايوان وإقليم تايبيه التابع لمحافظة فوجيان سابقًا، وعُيّن الحاكم السابق لفوجيان، وهو ليو منغ تشوان، ليصبح حاكمًا على مقاطعة تايوان. تحمّلت فوجيان تمويل مقاطعة تايوان بشكل رئيس.

### الحكم الياباني

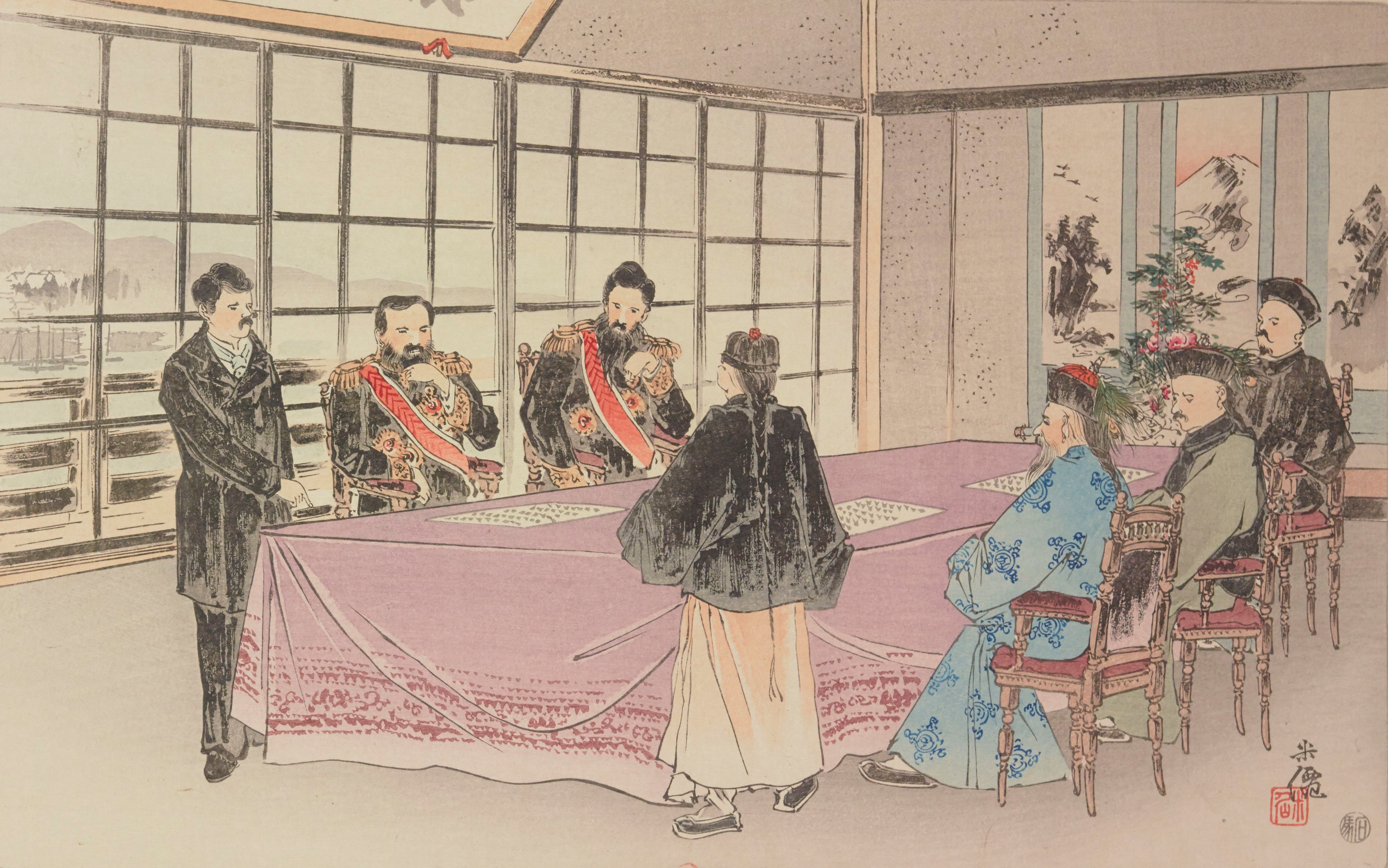
جانب من توقيع معاهدة شيمونوسيكي

في عام 1895، هُزمت سلالة تشينغ على يد اليابانيين في الحرب الصينية اليابانية الأولى، واضطرت إلى توقيع معاهدة شيمونوسيكي للتنازل عن تايوان. حُكمت تايوان من طرف اليابان لمدة 50 سنة، حتى هُزمت اليابان في الحرب العالمية الثانية عام 1945 وتنازلت عن حكم تايوان. خلال الأعوام الـ 50 تلك، لم ينفصل الفوجيانيون عن التايوانيين بسبب الحكومة أو التجارة أو الفنون أو الشؤون الخاصة.
بعد فترة قصيرة من إقامة الحكم اليابان في تايوان، استخدم اليابانيون البلاد لتصبح قاعدة من أجل شن غزو كامل ضد فوجيان. شكّل الحاكم العام الياباني في تايوان سياسة معادية لتايوان، وكانت تلك السياسة جزءًا شديد الأهمية من إستراتيجية الغزو الجنوبي التي وضعها الإمبراطور الياباني، فركّزت سياسة الحاكم على دمج الثقافة اليابانية مع المحلية عن طريق تأسيس المدارس والمشافي وبناء المعابد وإنشاء الصحف في تايوان. كان لتلك السياسة أثر عميق على تطوير المجتمع الفوجياني الحديث.
في الأيام الأولى للحكم الياباني في تايوان، لم يحتج اليابانيون إلى جواز سفر لدخول إمبراطورية تشينغ عبر تايوان. لكن بالتزامن مع ظهور مجرمين يابانيين في فوجيان وانخراطهم في نشاطات غير مشروعة، أعلن الحاكم العام عن «قانون قسيمة السفر الأجنبي» في يناير عام 1897. استهدف القرار في البداية اليابانيين الذين سافروا إلى إمبراطورية تشينغ، لكن ابتداءً من شهر مايو عام 1897، جرى توسيع القرار ليشمل اليابانيين والتايوانيين الذين سافروا إلى الصين أو الدول الأخرى.
نحو العام 1896، أرسل الحاكم العام لليابان حينها، وهو كوداما غينتارو، رئيس دير معبد لانيانغ في ييلان إلى شيامن ليلقي موعظاته. لاحقًا، أسس رهبان دير هيغاشي هونغان–جي ما يُعرف بـ «مركز عظات شيامن هيغاشي هونغان–شي». أُحرق المركز في 24 أغسطس عام 1900. في الخامس والعشرين من شهر أغسطس، أُرسل جيش لعبور البحر تحضيرًا لاحتلال شيامن. ردّت القوى الغربية على هذا الأمر ردًا حازمًا. فأرسلت إنجلترا وألمانيا والولايات المتحدة وروسيا سفنها الحربية إلى مرفأ شيامن. دُعيت تلك الحادثة بـ «حادثة شيامن عام 1900».
في شهر فبراير عام 1934، عُيّن تشين يي رئيس حكومة فوجيان الإقليمية. خلال فترة رئاسته، زارت الحكومة تايوان مرتين عام 1934 و1936. عندما بدأت اليابان حكم تايوان عام 1895، لم يكن اقتصاد تايوان كبيرًا بقدر اقتصاد فوجيان. لكن بعد 40 عامًا من العمل الياباني، تجاوزت تايوان جارتها فوجيان اقتصاديًا بشكل كبير. لذا، اقترح «تقرير البعثة التايوانية» على فوجيان دراسة النموذج الاقتصادي التايواني.